# Quận Barbour, Alabama
Quận Barbour là một quận thuộc tiểu bang Alabama, Hoa Kỳ. Quận được đặt tên theo James Barbour, thống đốc Virginia. Năm 2000, dân số quận này là 29.038 người, ước tính dân số năm 2006 là 28.171 người. Quận lỵ là Clayton.
Quận Barbour được lập ngày 18/12/1832 từ lãnh thổ Anh-điêng Creek và một phần của quận Pike. Ranh giới quận thay đổi vào năm 1866 và 1868.